# OpenCart
Az OpenCart a GNU GPL v3.0 licenc alatt kiadott nyílt forráskódú, PHP-alapú e-kereskedelmi megoldás. Fejlesztője, Daniel Kerr az MVC szerkezeti minta felhasználásával kódolja a moduláris architektúrájú rendszert.
Ebben az évben megnyílt a hivatalos magyarországi OpenCart weboldal, ahol a magyar nyelvi fájlok mellett már megtalálhatók magyar nyelvű kiegészítések és modulok is.

## Rendszerkövetelmények
- Apache
- PHP 5
- MySQL
- cUrl
- FSock

## Fő szolgáltatásai
- Korlátlan számú kategória
- Korlátlan számú termék
- Korlátlan számú gyártó
- Letölthető termékek értékesítésére is alkalmas
- Vélemények a termékekről
- A termékek értékelhetők
- Biztonsági mentés és visszaállítás
- Modulokkal bővíthető szolgáltatások
- Sablonokkal átváltoztatható arculat
- A szállítási díj súly alapján történő kiszámítása
- Többféle valuta használható
- Több adóosztály határozható meg
- Keresőoptimalizálás
- Jelentések készíthetők az eladásokról
- Tetszőleges számú információs oldalak
- Számos fizetési átjáró támogatása
- Ajándékutalványok beváltása
- Többnyelvű kezelőfelület

## Külső hivatkozások
- Az OpenCart hivatalos webhelye
- OpenCart demó
- Az OpenCart Magyarország webhelye

1. ↑  Release 4.1.0.3, 2025. március 24. (Hozzáférés: 2025. március 27.)